# Guettarda
Guettarda är ett släkte av måreväxter. Guettarda ingår i familjen måreväxter.

## Dottertaxa tillGuettarda, i alfabetisk ordning[1]
- Guettarda abbottii
- Guettarda aculeolata
- Guettarda adulterina
- Guettarda amblyophylla
- Guettarda andamanica
- Guettarda angelica
- Guettarda angustata
- Guettarda apiculata
- Guettarda argentea
- Guettarda aromatica
- Guettarda artensis
- Guettarda baladensis
- Guettarda baltenweckii
- Guettarda baracoensis
- Guettarda barahonensis
- Guettarda bernardii
- Guettarda blanchetiana
- Guettarda boliviana
- Guettarda brenesii
- Guettarda brevinodis
- Guettarda caatingae
- Guettarda cahosiana
- Guettarda calcicola
- Guettarda calyptrata
- Guettarda camagueyensis
- Guettarda clarensis
- Guettarda cobanensis
- Guettarda cobrensis
- Guettarda comata
- Guettarda combsii
- Guettarda comosa
- Guettarda constricta
- Guettarda cordata
- Guettarda coxiana
- Guettarda crassipes
- Guettarda crenulata
- Guettarda crispiflora
- Guettarda cueroensis
- Guettarda davidseorum
- Guettarda dealbata
- Guettarda deamii
- Guettarda dependens
- Guettarda dictyophylla
- Guettarda divaricata
- Guettarda duckei
- Guettarda echinodendron
- Guettarda ekmanii
- Guettarda elegans
- Guettarda elliptica
- Guettarda erosa
- Guettarda excisa
- Guettarda fanshawei
- Guettarda ferox
- Guettarda ferruginea
- Guettarda filipes
- Guettarda foliacea
- Guettarda fontanesii
- Guettarda frangulifolia
- Guettarda frondosa
- Guettarda fusca
- Guettarda gaumeri
- Guettarda grazielae
- Guettarda guerrerensis
- Guettarda havanensis
- Guettarda hermosa
- Guettarda heterosepala
- Guettarda hirsuta
- Guettarda hoffmannseggii
- Guettarda hololeuca
- Guettarda humboldtensis
- Guettarda hypoglauca
- Guettarda hypolasia
- Guettarda inaequipes
- Guettarda inaguensis
- Guettarda insularis
- Guettarda krugii
- Guettarda lacornea
- Guettarda laevis
- Guettarda lamprophylla
- Guettarda lanuginosa
- Guettarda leai
- Guettarda leonis
- Guettarda lindeniana
- Guettarda longiflora
- Guettarda macrantha
- Guettarda macrocarpa
- Guettarda macrosperma
- Guettarda malacophylla
- Guettarda mattogrossensis
- Guettarda membranacea
- Guettarda mephitica
- Guettarda mollis
- Guettarda monocarpa
- Guettarda multinervis
- Guettarda munizii
- Guettarda nannocarpa
- Guettarda nashii
- Guettarda nervosa
- Guettarda ocoana
- Guettarda ocoteifolia
- Guettarda odorata
- Guettarda organosia
- Guettarda ovalifolia
- Guettarda oxyphylla
- Guettarda paludosa
- Guettarda parallelineura
- Guettarda petenensis
- Guettarda pinariona
- Guettarda platypoda
- Guettarda pohliana
- Guettarda polytheca
- Guettarda potamophila
- Guettarda preneloupii
- Guettarda psiloclada
- Guettarda punctata
- Guettarda pungens
- Guettarda quadrifida
- Guettarda ramuliflora
- Guettarda retusa
- Guettarda rhabdocalyx
- Guettarda rhamnifolia
- Guettarda rigida
- Guettarda roigiana
- Guettarda rotundifolia
- Guettarda roupaliifolia
- Guettarda rupicola
- Guettarda rusbyi
- Guettarda sageretioides
- Guettarda sanblasensis
- Guettarda saxicola
- Guettarda scabra
- Guettarda sciaphila
- Guettarda sericea
- Guettarda shaferi
- Guettarda speciosa
- Guettarda spinifera
- Guettarda splendens
- Guettarda spruceana
- Guettarda stenophylla
- Guettarda subcapitata
- Guettarda taylorii
- Guettarda tenuiramis
- Guettarda tikalana
- Guettarda tobagensis
- Guettarda torbeciana
- Guettarda tortuensis
- Guettarda tournefortiopsis
- Guettarda trimera
- Guettarda turpinii
- Guettarda turrialbana
- Guettarda umbellata
- Guettarda undulata
- Guettarda urbanii
- Guettarda uruguensis
- Guettarda wagapensis
- Guettarda valenzuelana
- Guettarda velutina
- Guettarda viburnoides
- Guettarda vieillardii